# Dicroglossinae
Sous-famille
Les Dicroglossinae sont une sous-famille d'amphibiens de la famille des Dicroglossidae.

## Répartition
Les espèces des treize genres de cette sous-famille se rencontrent en Afrique, en Asie et en Nouvelle-Guinée.

## Liste des genres
Selon Amphibian Species of the World (10 juin 2017) :
- genre Allopaa Ohler & Dubois, 2006
- genre Chrysopaa Ohler & Dubois, 2006
- genre Euphlyctis Fitzinger, 1843
- genre Fejervarya Bolkay, 1915
- genre Hoplobatrachus Peters, 1863
- genre Limnonectes Fitzinger, 1843
- genre Nannophrys Günther, 1869
- genre Nanorana Günther, 1896
- genre Ombrana Dubois, 1992
- genre Quasipaa Dubois, 1992
- genre Sphaerotheca Günther, 1859

## Publication originale
- Anderson, 1871 : A list of the reptilian accession to the Indian Museum, Calcutta from 1865 to 1870, with a description of some new species. Journal of the Asiatic Society of Bengal, vol. 40, no 1, p. 12-39 (texte intégral).